# Tony Hawk's Project 8
Tony Hawk's Project 8 un jeu vidéo de sport de glisse de la série des Tony Hawk's Pro Skater sorti le 17 novembre 2006 en France. Il a été développé par Neversoft sur Xbox 360 et PlayStation 3, par Shaba sur Xbox et PlayStation 2, et par Page 44 Studios sur PlayStation Portable. Il est édité par Activision. Il ne faut pas le confondre avec Tony Hawk's Downhill Jam, sorti sur Wii à peu près en même temps.

## Système de jeu
Le jeu se déroule dans plusieurs niveaux composés de divers objectifs et défis. Il faut les réussir pour parvenir à une nouvelle zone du jeu. Cet opus comprend des nouveautés par rapport à ces prédécesseurs :
- Les saltos sont plus lents et donc, plus réalistes.
- Un nouveau trick le «Nail» permet de ralentir le temps et d’enchainer les figures.
- Les aires de jeu sont plus grandes.

## Skaters
- Tony Hawk
- Rodney Mullen
- Bam Margera
- Bob Burnquist
- Stevie Williams
- Daewon Song
- Mike Vallely
- Paul Rodriguez
- Ryan Sheckler
- Nyjah Huston
- Lyn-Z Adams Hawkins
- Dustin Dollin

D'autres personnages spéciaux sont disponibles, comme Jason Lee, un vigile, un zombie...